# Germanicus

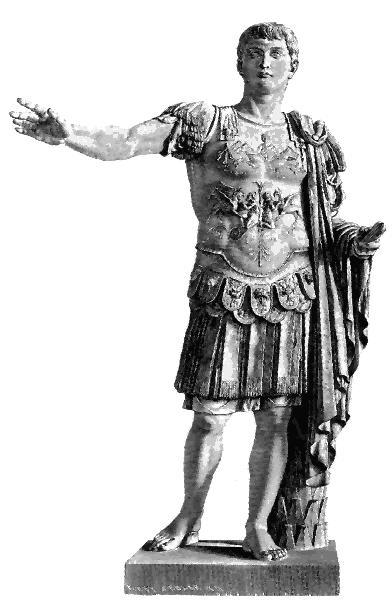
Germanicus, mramorová socha v Lateránském muzeu v Římě

Nero Claudius Germanicus (24. května 15 př. n. l. – 10. října 19 n. l. Antiochie nad Orontem) byl římský vojevůdce, proslavený svými vojenskými výpravami do Germánie. Je znám pod přezdívkou Germanicus, kterou získal v roce 9 na počest svého otce, jenž dosáhl v Germánii rovněž mnoha skvělých vítězství.

## Život
Germanicovými rodiči byl Nero Claudius Drusus, syn Augustovy manželky Livie Drusilly, a Antonie mladší, dcery Marca Antonia a Augustovy sestry Octavie mladší. Jeho bratrem byl pozdější císař Claudius. Poté, co ho jeho strýc Tiberius adoptoval, znělo celé jeho jméno Gaius Julius Caesar Germanicus. Jeho manželkou se stala Agrippina starší, Augustova vnučka, jež mu porodila devět dětí, včetně Gaia, pozdějšího císaře Caliguly, a Agrippiny mladší, manželky císaře Claudia a matky Nerona.
Germanicus se těšil značné popularitě mezi Římany, kteří nadšeně oslavovali každé jeho vítězství. Přízeň mu projevoval také Augustus, jeho prastrýc a děd jeho manželky, který po jistou dobu zvažoval, že Germanica ustanoví svým nástupcem. Augustus se po naléhavém přesvědčování ze strany své manželky Livie Drusilly nakonec rozhodl pro Tiberia, svého nevlastního syna z Drusillina prvního manželství. Současně ale Tiberia přinutil, aby adoptoval Germanica a jmenoval ho svým nástupcem na úkor vlastního syna.
Germanicus byl několikrát pověřen velením vojska během tažení v Panonii a Dalmácii a později se spolu s Tiberiem podílel na potlačení vzpoury panonských legií. Tacitus ho označil za výjimečného vojáka a rozeného vůdce, velice oblíbeného v řadách prostých legionářů. V roce 12 byl zvolen konzulem, když předtím celkem pětkrát zastával úřad quaestora.
Po Augustově smrti římský senát Germanica pověřil vedením vojska do Germánie. Již krátce po Germanicově příjezdu k Rýnu se legionáři vzbouřili proti neoblíbenému Tiberiovi, kterého odmítli přijmout za císaře, a místo něho císařem provolali Germanica. Ten se však rozhodl respektovat Augustovu volbu, načež vyjednáváním a četnými ústupky vzbouřené vojáky uklidnil. Tiberiova nedůvěra ke Germanicovi přesto ještě více vzrostla. V roce 14 zahájil svá tažení z Galie přes Rýn do Germánie, jejichž cílem byla pomsta porážky Varových legií germánským vůdcem Arminiem v bitvě v Teutoburském lese v roce 9. O rok později podnikl velkou výpravu proti Chattům a pronikl až za řeku Emži, kde našel místo bitvy v Teutoburském lese, v níž byly zmasakrovány tři římské legie. Dva ze tří orlů (symbol legie) ukořistěných v bitvě se mu podařilo v dalších letech získat zpět. Na zpáteční cestě do Galie bylo jeho vojsko v důsledku zuřivých germánských útoků a nepříznivému počasí takřka zničeno. Následujícím roce 16 postoupil až k řece Vezeře, kde na konci léta porazil germanské kmeny vedené Arminiem v bitvě na pláni Idistaviso a jen o pár týdnů později zuřící Germány porazil ještě jednou v bitvě u Angrivarianské zdi.
Přes všechny úspěchy císař Tiberius usoudil, že je zbytečné a marnotratné pokoušet se znovu dobýt Germánii až k řece Labe, a proto Germanica z Germánie odvolal. Tiberius také věřil, že vnitřní neshody mezi germánskými národy ochrání integritu římských hranic na Rýně lépe než dlouhá a nákladná válka proti nejednotným germánským kmenům. Ani Germanicovo přesvědčení, že Arminius a jeho spojenci jsou již na pokraji zhroucení, nedokázaly pohnout Tiberiovým rozhodnutím. Germanicus v roce 17 oslavil v Římě triumf. Toto datum je pokládáno za okamžik, kdy Římané s definitivní platností rezignovali na snahu vytvořit z Germánie novou římskou provincii a barbarské kmeny za Rýnem si uchovaly svoji svobodu.
Tiberius poté Germanica poslal na východ, kde v roce 18 porazil kappadockého krále a jeho zemi přeměnil v římskou provincii. 
V následujícím roce v Antiochii onemocněl a brzy nato ve věku 35 let zemřel. O příčinách jeho smrti se vyrojily mnohé spekulace a leckteré prameny dávají jeho úmrtí za vinu místodržiteli Sýrie, Gnaeovi Calpurniovi Pisonovi, s nímž se Germanicus dostal do konfliktu a jenž ho prý dal na příkaz císaře Tiberia otrávit. Toto podezření se ale nikdy nepodařilo prokázat, nicméně Piso později spáchal sebevraždu. Gaius Suetonius Tranquillus naznačuje, že Tiberiovým motivem mohla být žárlivost a strach z rostoucí obliby a moci jeho adoptivního syna.
Germanicova krajně podezřelá smrt za značně nejasných okolností však vážně otřásla Tiberiovou autoritou, což přispělo k císařově vzrůstající paranoii a vytvoření atmosféry strachu a nedůvěry v Římě.